# Chiara Fancelli

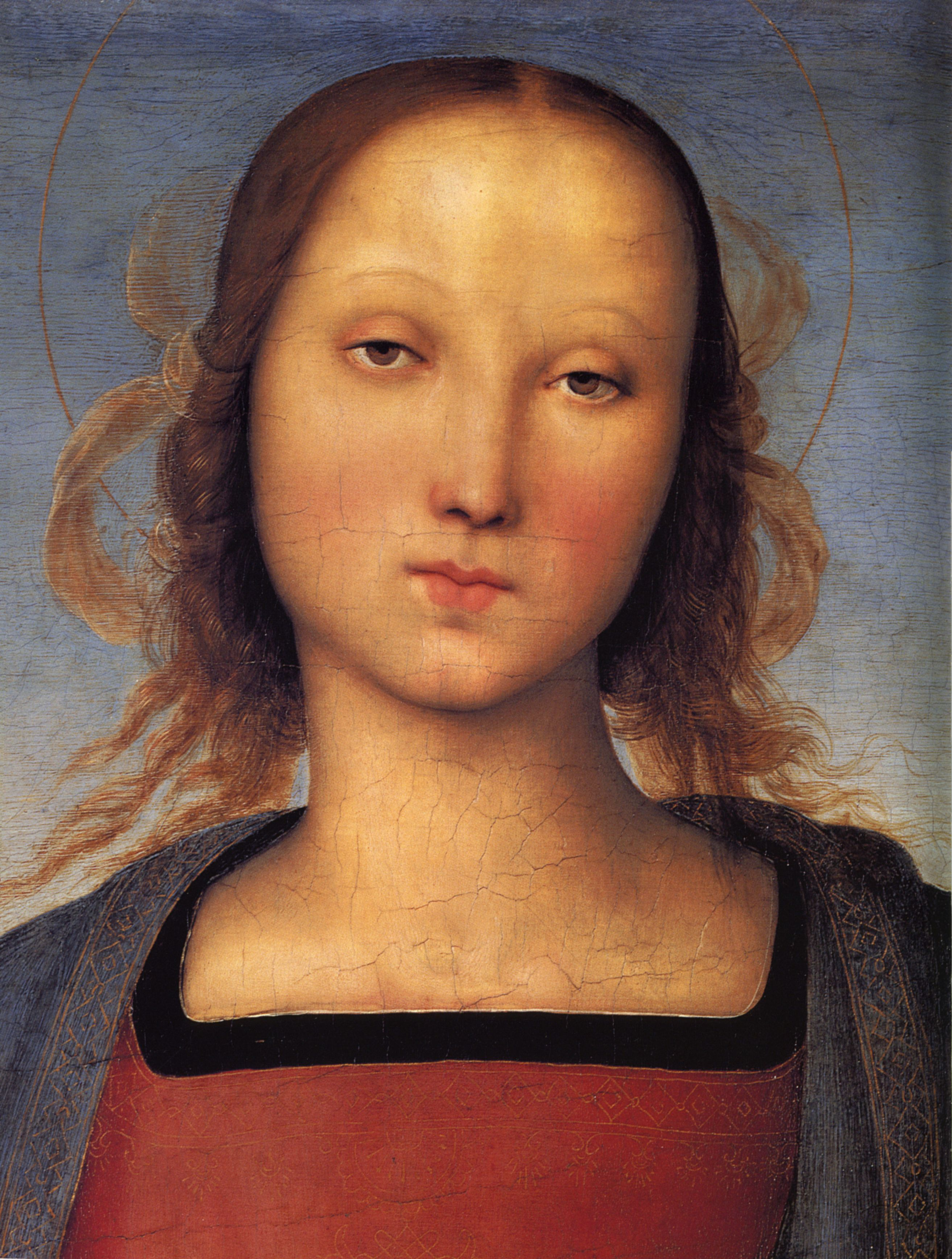
Figura di Chiara Fancelli in una Madonna del Perugino

Chiara Fancelli (Fiesole?, 1470 circa – Firenze, 21 maggio 1541) fu una donna italiana di origini fiorentine, meglio conosciuta per essere stata moglie e modella del pittore di Città della Pieve Perugino.

## Biografia
Chiara Fancelli, la cui data di nascita e il luogo non sono noti con precisione, era la figlia dell'architetto Luca Fancelli.
Il 1º settembre 1493 a Fiesole sposò Perugino, con il quale ebbe cinque figli (tre maschi e due femmine), portando a lui una dote di 500 fiorini d'oro. 
Si stabilì a Firenze e il suo ritratto, viso rotondo, la bocca stretta e il mento che si assottigliava gradualmente divenne, dal 1494, l'effigie della Vergine nelle tavole del marito. 
Ma la sua popolarità iconografica non si esaurì nell'arte del marito, poiché trasmettendosi anche ai suoi allievi, compreso il giovane Raffaello, finì per diventare, a cavallo tra Quattro e Cinquecento, una delle effigi più comuni per le Madonne e per altri personaggi femminili nell'arte del Rinascimento centro-italiano, sostituendosi all'ideale botticelliano di Simonetta Vespucci.
Il 6 ottobre 1524 scrisse a Isabella d'Este, marchesa di Mantova, per offrirle un dipinto del suo defunto marito, Marte e Venere sorpresi da Vulcano, ma la destinataria del gesto declinò l'offerta.
Morì a Firenze il 21 maggio 1541 e fu sepolta nel chiostro dei morti della basilica della Santissima Annunziata.